# Abraham ibn Daud
Abraham ibn Daud (Hebreeuws: אַבְרָהָם בֶּן־דָּוִד הַלֵּוִי אִבְּן דָּאוּד, geromaniseerd: Avrāhām ben-Dāwiḏ hal-Lewi ib n Dāhuḏ; Arabisch: ابراهيم بن داود, geromaniseerd: ʾIbrāhīm ibn Daʾūd) (Córdoba, omstreeks 1110 - Toledo, rond 1180) was een Spaans-Joodse astronoom, historicus filosoof en rabbijn. Hij wordt ook wel bekend onder de afkorting Rabad I of Ravad I. Zijn grootvader van moeders kant was Isaac Albalia. Sommige geleerden geloven dat hij de vertaler Arabisch-Latijn was die bekend staat als Avendauth.

## Werk
Zijn kroniek, een werk geschreven in het Hebreeuws in 1161 onder de titel Sefer ha-Qabbalah (Hebreeuws: ספר הקבלה, 'Boek van de Traditie'; sommige manuscripten geven de titel Seder ha-Qabbalah, dwz de "Orde van de Traditie"), waarin hij de beweringen van het Karaïtisch jodendom fel aanviel en het rabbijns jodendom rechtvaardigde door het vestigen van een reeks tradities van Mozes tot zijn eigen tijd, staat vol met waardevolle algemene informatie, vooral met betrekking tot de tijd van de Geonim en de geschiedenis van de Joden in Spanje.
In zijn boek probeerde hij uit te leggen hoe de Spaans-Joodse gemeenschap van vóór de inquisitie het centrum van de Joodse wereld werd door te beweren dat vier rabbijnen uit Babylonië, dat eeuwenlang het centrum van de Joodse wetenschap was geweest, in 990 per schip over de Middellandse Zee reisden. Hun schip werd veroverd door een koninklijke Spaanse vloot en alle vier de rabbijnen werden op verschillende punten rond de Middellandse Zee als slaaf verkocht. Op elke plaats waar de rabbijnen als slaven werden verkocht, kochten de plaatselijke joodse gemeenschappen hun vrijheid. Eén van de slaven was Rabbi Hanoch ben Moshe die werd vrijgelaten in de Spaanse stad Córdoba. Toen hij Torah-lessen begon te volgen en briljante antwoorden op vragen begon te geven, erkende de gemeenschap hem als een wonderbaarlijk geleerde en benoemde hem tot hun leider; hierdoor werd wat Dara Horn de 'kroon van de Thora' noemde, overgebracht van Babylonië naar Spanje.
Het in de Sefer ha-Qabbalah beschreven verslag bevat talrijke onmogelijkheden en onnauwkeurigheden. De joodse historicus Gerson Cohen merkte op dat de vermeende leider van de Spaanse koninklijke vloot, Abd al-Rahman III, zo'n dertig jaar voordat het verhaal zich afspeelde stierf, en dat de legende van rabbijn Moshe, die vermomd als pauper, geleerden verraste tijdens een Thorastudiesessie vrijwel identiek was aan de opkomst van Hillel de Oudere.
Een astronomisch werk dat ibn Daud in 1180 schreef, wordt positief opgemerkt door Isaac Israeli ben Joseph. Zijn filosofische werk, al-ʿaqida l-Rafiya (Het Sublieme Geloof), geschreven in 1168, in het Arabisch, is bewaard gebleven in twee Hebreeuwse vertalingen: een door Solomon ben Labi, met de titel Emunah Ramah; de andere door Samuel Motot. Labi's vertaling werd in het Duits vertaald en uitgegeven door Simshon Weil.

## Filosofie

### Aristotelische benadering
Ibn Daud was de eerste die de fase van de joodse filosofie introduceerde die algemeen wordt toegeschreven aan Maimonides en die verschilt van eerdere filosofische systemen, voornamelijk in zijn meer grondige systematische vorm, afgeleid van Aristoteles. Dienovereenkomstig vermeldt Hasdai Crescas Ibn Daud als de enige Joodse filosoof onder de voorgangers van Maimonides. Maar volledig overschaduwd door Maimonides Dalālat al-ḥā'irīn (Engels:Guide for the Perplexed), kreeg ibn Dauds Emunah Ramah ('Subliem geloof'), een werk waaraan Maimonides zelf veel waardevolle suggesties te danken had, nauwelijks aandacht van latere filosofen.
De enige Joodse filosofische werken die Ibn Daud voor zich had, volgens zijn eigen verklaring, waren Saadia Gaons Emunoth ve-Deoth en The Fountain of Life van Solomon ibn Gabirol. Aan de ene kant erkende hij volledig de verdiensten van Saadia Gaon, hoewel hij zijn opvattingen over de vrijheid van de wil niet overneemt, ondanks het feit dat de oplossing van dit probleem het voornaamste doel van zijn hele systeem zou zijn. Aan de andere kant was zijn houding ten opzichte van Gabirol volkomen vijandig, en zelfs in het voorwoord van zijn 'Emunah Ramah' veroordeelde hij meedogenloos Gabirols 'Fountain of Life'. Hij was de eerste strikte Aristoteliër onder de joden - die Aristoteles en zijn Arabische commentatoren, Al-Farabi en Ibn Sina, waren de enige echte filosofen. Ibn Daud werd tot voortdurende tegenstand uitgelokt door de doctrines van Gabirol, die het neoplatonisme vertegenwoordigde. Ibn Daud was onpartijdig genoeg om aan het kinderlijke geloof zijn volledige rechten toe te kennen, en wenste ook de rechten van de rede te verdedigen, en verzette zich dientengevolge met de grootste energie tegen elke poging om grenzen te stellen aan de wetenschap; beschouwt dit als een verwijtbare inbreuk op het goddelijke plan, die de mens niet zonder opzet het denkvermogen heeft gegeven.
Ware filosofie verleidt ons volgens Ibn Daud niet van religie; het heeft eerder de neiging om het te versterken en te verstevigen. Bovendien is het de plicht van iedere denkende Jood om bekend te raken met de harmonie die bestaat tussen de fundamentele leerstellingen van het jodendom en die van de filosofie, en, waar ze elkaar lijken tegen te spreken, om een manier te zoeken om ze met elkaar te verzoenen. Ibn Daud benadrukt dat, hoe hoog de filosofie ook mag worden gewaardeerd, de religie van het jodendom de voorkeur verdient. Kennis, die door filosofen was verworven door de evolutie van enkele duizenden jaren, en na het overwinnen van de ernstigste fouten, was vanaf het begin aan het jodendom geschonken door middel van openbaring. Wat de morele waarheden betreft, kan zelfs als waarschijnlijk worden aangenomen dat de filosofen deze niet door onafhankelijke studie hebben bereikt, maar veeleer onder invloed van de leerstellingen van de Heilige Schrift.

### Afwijking van Aristoteles
Het is waar dat ibn Daud op bepaalde punten niet altijd conflicten met de leerstellingen van Aristoteles kon vermijden: dit gold vooral voor het scheppingsverhaal van Aristoteles. Volgens Aristoteles is alles wat tot stand komt het resultaat van de versmelting van materie tot een bepaalde vorm; materie is daarom de noodzakelijke basis voor elke ontstaansgeschiedenis. De primaire materie zelf, als de substantie die alle bestaande dingen gemeenschappelijk hebben, moet daarom zonder begin zijn en eeuwig zijn. Maar de aanvaarding van reeds bestaande en eeuwige materie kan niet in overeenstemming worden gebracht met de Bijbelse scheppingsverhaal, die een schepping uit het niets impliceert, en onderworpen aan de tijd. Uit dit conflict, dat er later voor zorgde dat Maimonides de autoriteit van Aristoteles in alle transcendentale zaken betwistte, kon Ibn Daud zichzelf niet losmaken en daarom probeert hij liever over de bestaande moeilijkheden heen te glijden dan ze op te lossen. Want hij stelt het verloop van de schepping voor als een reeks creatieve handelingen; wat herinnert aan de leer van Gabirol over de opeenvolging van de verschillende stoffen. Maar hij geeft later zelf toe dat dit slechts een hypothese was om te voldoen aan de behoefte om een architectonische afwerking aan onze begrippen te geven, bedoeld om het geleidelijke proces van dingen te markeren dat eruit zou voortvloeien als de schepping werkelijk alle stadia van het bestaan had doorlopen, van de primaire materie tot de schepping, wat voor ons niet waarneembaar is, tot alle individuele dingen, hoewel sommige van deze stadia kunnen worden beschouwd als gedeeltelijk alleen bestaand in abstracte begrippen. Het toegeven van de mogelijkheid van een dergelijk geleidelijk scheppingsproces zou volgens ibn Daud echter in tegenspraak zijn met onze opvatting van Gods manier van handelen.

### Theologie
Wat de leer van God betreft, komt Ibn Daud, net als Aristoteles en zijn Arabische vertalers, uitgaande van het principe van beweging en zijn betoog baserend op het bewijs van de onmogelijkheid van een oneindige herhaling, tot de conceptie van een Eerste Oorzaak van God, elke beweging, of van een Eerste Beweger, die zelf, als Eerste Oorzaak, geen andere bewegingsoorzaak erboven kan hebben, en daarom als bewegingloos moet worden beschouwd. De Eerste Beweger is God. Maar dit bewijs van het bestaan van God laat nog steeds twee belangrijke vragen open met betrekking tot de waarheid van onze kennis van God: de ene betreft de onstoffelijkheid, en de andere betreft de eenheid van God.
Wat de onlichamelijkheid van God betreft, volgt logischerwijs uit de notie van oneindigheid, die tot de Eerste Oorzaak van beweging behoort, dat geen enkel lichamelijk ding zelf oneindig kan zijn; noch kan er een oneindige kracht aan worden toegeschreven. Maar de Eerste Beweger is oneindig; want omdat het zelf bewegingloos is, blijft zijn kracht ook onaangetast door de beweging van verandering en transformatie. Daarom kan de Eerste Beweger – dat wil zeggen God – niet lichamelijk zijn.
Maar als wezen met een noodzakelijk bestaan moet God ook absoluut eenvoudig en enkelvoudig zijn; aangezien de opvatting van een pluraliteit in haar essentie tegelijkertijd het idee van de noodzaak van haar bestaan teniet zou doen. Want de consolidatie van deze pluraliteit tot een eenheid moet tot stand zijn gebracht doordat een ander van hemzelf verschilde; vandaar dat het bestaan van dit meervoudige wezen niet meer noodzakelijk zou zijn, dat wil zeggen bepaald door zijn eigen essentie, maar afhankelijk zou zijn van dat andere wezen dat de eenwording teweegbracht.
Uit het idee van absolute eenheid vloeit de opvatting van de uniciteit van God voort. Want als er twee van dit soort wezens zouden kunnen bestaan, zou de eenheid van God teniet worden gedaan, aangezien aan ten minste een van de eenheden een speciaal karakter moet worden toegekend om deze van de andere te onderscheiden. Met de leer van de eenheid van God is de leer van de goddelijke eigenschappen verbonden, die in het systeem van Ibn Daud wordt voorafgegaan door de leer van de negatieve eigenschappen, die al door Bachya ibn Paquda en door Juda Halevi uit de oudere Arabische theologie is aanvaard. Volgens Ibn Daud kunnen alleen negatieve eigenschappen, in de strikte en juiste zin, aan God worden toegeschreven zodat, welke veelheid van deze negatieve eigenschappen er ook aan kunnen worden toegeschreven, er geen veelheid in de essentie van God kan resulteren. Dit staat zeker gelijk aan het verzaken aan een positieve opvatting van het Goddelijk Wezen; want negatieve uitspraken kunnen voldoende zijn om onjuiste ideeën te voorkomen, maar positieve kennis kan nooit alleen door deze uitspraken worden verkregen. Onze hele kennis van God is inderdaad beperkt tot twee zekerheden: (1) dat Hij bestaat en (2) dat Zijn essentie onbegrijpelijk is. Naast de negatieve eigenschappen kunnen alleen relatieve eigenschappen over God worden gepredikt; want zelfs deze laatste, hoe velen er ook mogen worden aangenomen, brengen, aangezien ze niet van toepassing zijn op de essentie van God, maar alleen op Zijn relatie tot de wereld, geen wijziging teweeg in de notie van de eenheid van het Goddelijk Wezen.
Van de speculatieve leerstellingen van het geloof, waarvan de waarheid alleen door redenering kan worden bewezen, moeten de historische dogma’s worden onderscheiden waarvan de authenticiteit voornamelijk gebaseerd is op goddelijke openbaring, of (meer precies) op de historische traditie van een dergelijke openbaring. De traditie over een gebeurtenis die naar verluidt in het openbaar heeft plaatsgevonden voor een grote groep mensen, die als het ware is ontstaan onder de controle van de publieke opinie, zonder door tijdgenoten te zijn betwist, en die met een ononderbroken continuïteit is voortgekomen, is overtuigend dat zelfs door de professionele logicus niet kan worden betwist. De betrouwbaarheid van de historische traditie vormt een vermoeden ten gunste van de waarheid van de profetie. Dit vertrouwen geldt alleen wanneer de goddelijke openbaringen van toepassing zijn op belangrijke publieke zaken, maar niet wanneer zij betrekking hebben op minder belangrijke zaken, of op de persoonlijke zaken van één enkel individu. Dus, zoals ibn Daud opmerkt (misschien verwijzend naar de wonderen die aan Jezus worden toegeschreven), zou de authenticiteit van de Thora in een moeilijke situatie verkeren als deze, in plaats van historisch gebaseerd te zijn op bepaalde wonderen zoals die van Mozes, alleen zou worden ondersteund door particuliere wonderen, zoals de opstandingen door Elia en Elisa.

## Profetie
Zich baserend op de leringen van Al-Farabi en Avicenna, betoogt Ibn Daud (die Maimonides in veel opzichten volgt in zijn opvatting van profetie) verder dat de gave van profetie niet moet worden beschouwd als een fenomeen dat de continuïteit van de ontwikkeling van de menselijke geest onderbreekt, maar in zekere zin als het laatste stadium van een natuurlijke evolutie waarvan de lagere fasen, hoewel ze moeten worden onderscheiden van de eigenlijke profetie, niettemin met hetzelfde vermogen zijn verbonden door een zekere identiteit van de natuur. En zelfs als het ware stadium van de profetie wordt bereikt, is deze gave niettemin nog steeds in staat tot progressieve ontwikkeling, hoewel zij bij uitzondering in een keer de hoogste perfectie kan bereiken bij bijzonder begaafde individuen.
Het verband tussen de geest van de profeet en de hogere intellecten, voornamelijk met de Actieve Intelligentie, levert een voldoende verklaring op voor het hogere cognitieve vermogen van de profeet, evenals voor zijn vermogen om de natuurwetten te overstijgen. Aangesteld om een tussenpersoon te worden tussen God en de mens, wordt de profeet bijna verheven tot het niveau van de gescheiden intelligenties, of engelen.

## Over predestinatie
Gebaseerd op het filosofische systeem dat hierboven is ontwikkeld, en na de uiteenzetting van de geloofsleer, kan het probleem van de menselijke vrije wil en de relatie daarvan met het geloof in een goddelijke voorzienigheid of predestinatie als een veel dichtere oplossing ervan worden beschouwd. Het bezwaar dat het geloof in een goddelijke voorzienigheid in strijd is met het bestaan van het kwaad in de wereld, omdat God niet tegelijkertijd de auteur van kwaad en goed kan zijn, wordt weerlegd door het feit dat het kwaad op zichzelf niet bestaat, maar slechts het natuurlijke gevolg is van de afwezigheid van feitelijk goed, en dat het kwaad bijgevolg geen schepper nodig heeft. De gebreken en onvolkomenheden die in deze wereld voorkomen, zijn op geen enkele manier in tegenspraak met de wijsheid en goedheid van God. De gebreken verschijnen alleen in een eindige opvatting die de dingen afzonderlijk en op zichzelf beschouwt, en niet in hun verband met het geheel. Vanuit een hoger standpunt bekeken zouden de onvolkomenheden die aan dingen of individuen kleven, in hun relatie tot het geheel misschien zelfs perfecties en voordelen blijken te zijn.
De menselijke vrije wil als subjectief principe heeft als doelstelling het idee van mogelijkheid, waardoor een van de twee alternatieven kan ontstaan. Dit beperkt de goddelijke alwetendheid op geen enkele manier; tenzij men, misleid door algemeen gebruik, die dingen waarvan de onbepaalde toestand niet voortvloeit uit hun eigen essentie, maar alleen uit onze gebrekkige kennis van de essentie, als 'mogelijk' zou moeten aanmerken. Maar dit soort mogelijkheden, die inderdaad helemaal geen mogelijkheid zijn, moeten van God geëlimineerd worden, omdat ze volkomen onverenigbaar zijn met Zijn alwetendheid. In zijn strikte en precieze vorm is het idee van mogelijkheid helemaal niet vijandig tegenover de alwetendheid van God; want het is gemakkelijk denkbaar dat God vanaf het begin de schepping reguleerde, zodat voor bepaalde gevallen beide alternatieven "mogelijke" gebeurtenissen zouden moeten zijn; dat De Schepper, om de menselijke vrijheid de kans te geven zijn eigen energie te tonen, de uiteindelijke kwestie van bepaalde daden onbeslist liet, zelfs voor Zijn eigen kennis.
Ibn Daud geeft toe dat de vrije wil van de mens enigszins wordt beperkt door de verscheidenheid aan morele neigingen, deels als gevolg van natuurlijke oorzaken, die zowel bij afzonderlijke individuen als bij hele naties voorkomen. Maar de mens is in staat zijn natuurlijke gezindheid en begeerten te overwinnen, en zichzelf naar een hoger niveau van moraliteit te verheffen, door zichzelf te zuiveren en te veredelen. De Thora en de studie van de ethiek, die deel uitmaakt van de praktische filosofie en door een uitdrukking ontleend aan Plato wordt aangeduid als de ‘leer van de genezing van zielen’, zijn de leidende sterren op dit verheven gebied; maar geen enkele wetenschappelijke presentatie van praktische filosofie benadert in dit opzicht de verheven hoogten van de Schrift, waarin duidelijk de meest sublieme morele principes worden uitgedrukt die filosofen kennen.
De ceremoniële wetten dienen ook het doel van morele opvoeding. Daarom kwalificeren ook zij als morele wetten, hoewel ze vergeleken met de geloofsdoctrines en de eigenlijke ethische wetten slechts een ondergeschikt belang hebben, net zoals de Bijbel aan de offers ook een relatief ondergeschikt belang toekent in vergelijking met de morele wetten.
- Bibsys: 97005174
- Biblioteca Nacional de España: XX1000377
- Bibliothèque nationale de France: cb12088558q (data)
- Gemeinsame Normdatei: 118646605
- International Standard Name Identifier: 0000 0001 2142 4038
- Library of Congress Control Number: n85120192
- Nationale Bibliotheek van Tsjechië: mzk2005290171
- Nationale bibliotheek van Australië: 47962370
- Nationale Bibliotheek van Israël: 987007258167305171
- Nederlandse Thesaurus van Auteursnamen: 095915370
- LIBRIS: 301699
- Système universitaire de documentation: 029211832
- Trove: 1482676
- Virtual International Authority File: 288108695
- WorldCat: E39PBJfWVPh69qfkBTFWtx9xDq